# الإعارة والتأجير

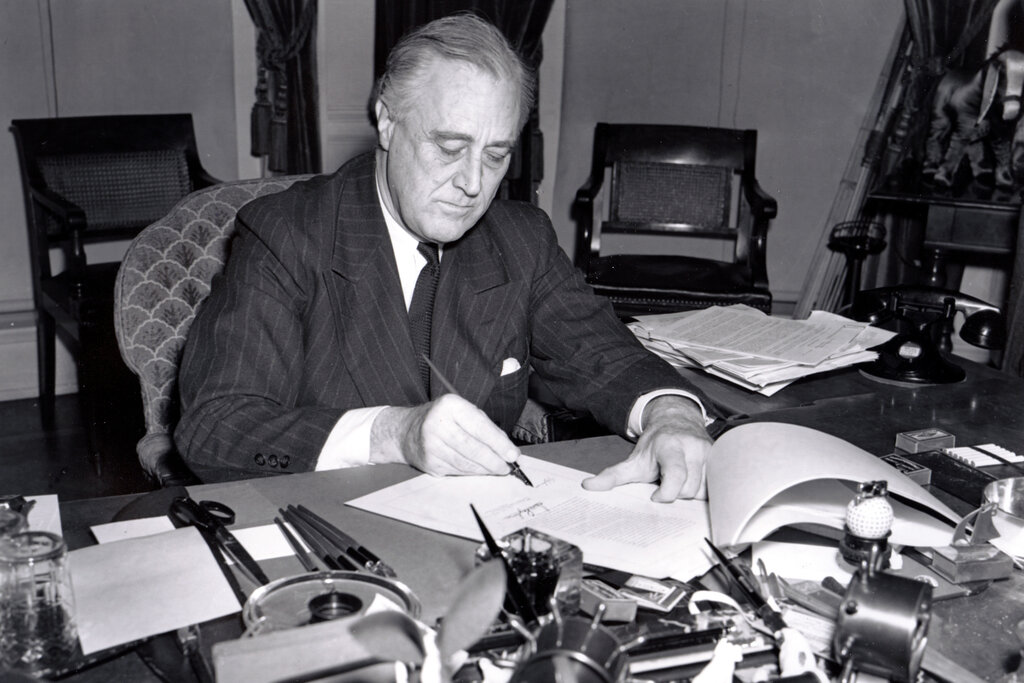
الرئيس الأمريكي فرانكلين روزفلت على كشف معدات للتأجير والإعارة مخصص لدعم بريطانيا والصين

قانون الإعارة والاستئجار (بالإنجليزية: Lend–Lease Act)‏ سياسة خارجية أميركية أنفذت بقانون 77–11, H.R. 1776, 55 Stat. 31 المُنفذِ في 11 مارس 1941. يسمح لحكومة الولايات المتّحدة بتسليف حكومات الدوّل الحليفة الغذاء والوقود والمواد والعتاد وذلك بغرض معاونة دول الحلفاء في الحرب العالمية الثانية وقد استفادت منه أساسا حكومة فرنسا الحُرّة والمملكة المتّحدة وجمهورية الصين والاتحاد السوفيتي ودول أخرى. كانت تلك المعونات مجّانية في الأساس، غير أن بعض المعدات مثل القطع استرجعتها الولايات المتّحدة بعد الحرب. في مقابل ذلك مُنحت الولايات المتّحدة إيجارا - أي أنها استأجرت - قواعد عسكرية وبحرية في أراضي الحلفاء أثناء الحرب.
أُقِرَّ القانون في 11 مارس 1941 بعد عام ونصف من اندلاع الحرب العالمية الثانية وقبل 9 شهور من دخول الولايات المتحدة للحرب.
ساعد قانون الإعارة والتأجير في جعل الصناعة الأميريكية مستعدة للدخول في الحرب حتى قبل أن تدخل البلاد في الحرب العالمية الثانية. انقضى قانون الإعارة والتأجير في سنة 1945 بعدما منحت الولايات المتحدة حوالي 50 مليار دولار من المساعدات.

## المصدر
- قانون الإعارة والتأخير - موسوعة المورد، منير البعلبكي، 1991